# Kryštofovy Hamry
Pour les articles homonymes, voir Hamry.
Kryštofovy Hamry (en allemand : Christophhammer) est une commune du district de Chomutov, dans la région d'Ústí nad Labem, en Tchéquie. Sa population s'élevait à 169 habitants en 2021.

## Géographie
Kryštofovy Hamry se trouve à proximité de la frontière allemande, à 20 km à l'ouest de Chomutov, à 68 km au sud-ouest d'Ústí nad Labem et à 104 km au nord-ouest de Prague.
La commune est limitée par l'Allemagne au nord, par Výsluní à l'est, par Domašín, Měděnec et Kovářská au sud, et par Vejprty à l'ouest.

## Histoire
Le fondateur du village est Kryštof Grád de Grunberg, qui construisit une forge dans la forêt près de Kryštofovy Hamry et l'appela forge de Saint-Christophe. Au milieu du XVIIIe siècle, le village était en plein essor et de nouvelles entreprises furent créées pour la production de cuillères, de clous, de baïonnettes, de canons, etc. L'église Saint-Christophe, construite en 1829-1832, est encore en service.

## Administration
La commune se compose de quatre quartiers :
- Černý Potok
- Kryštofovy Hamry
- Mezilesí
- Rusová

## Galerie

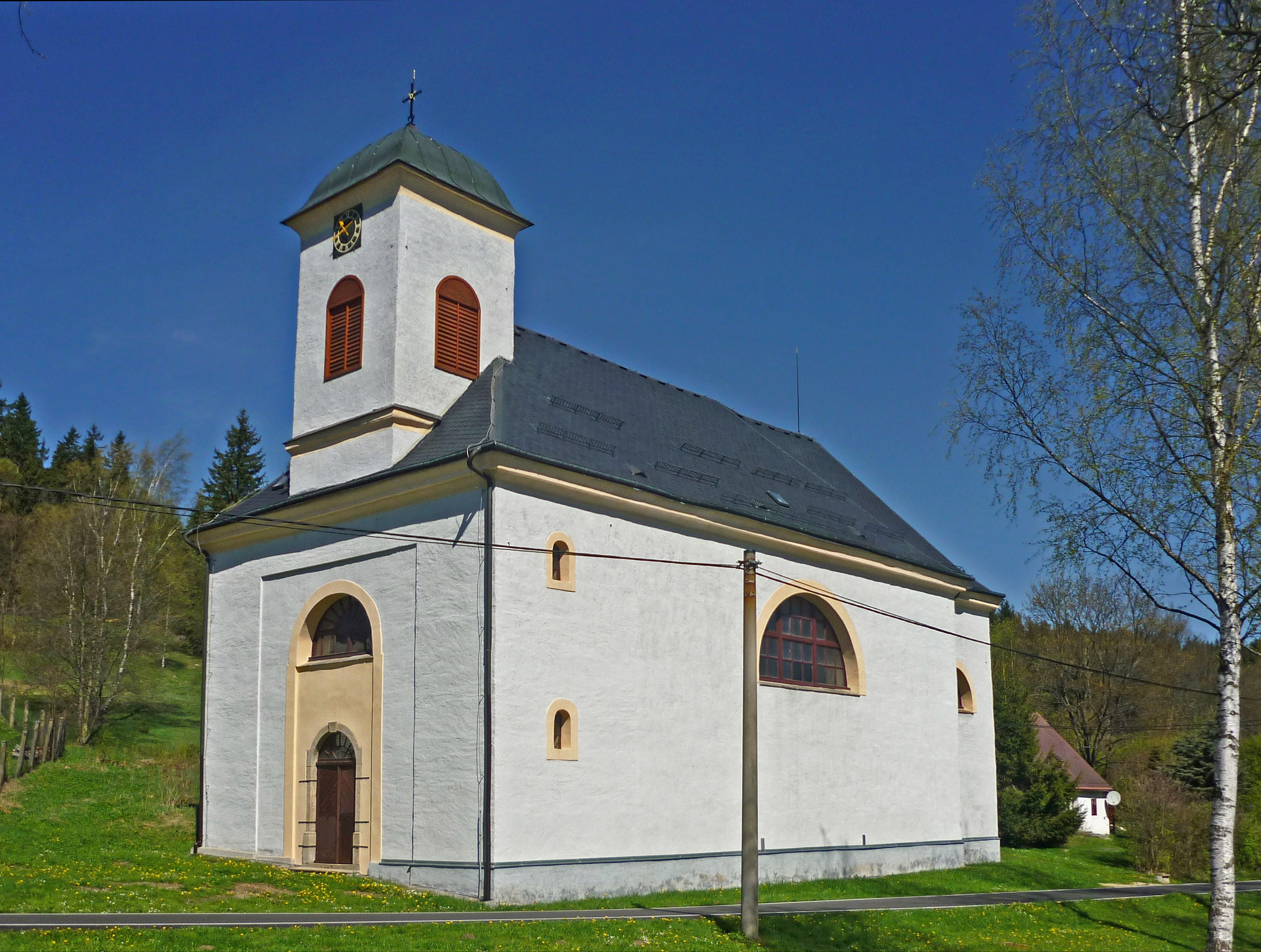
Église Saint-Christophe.
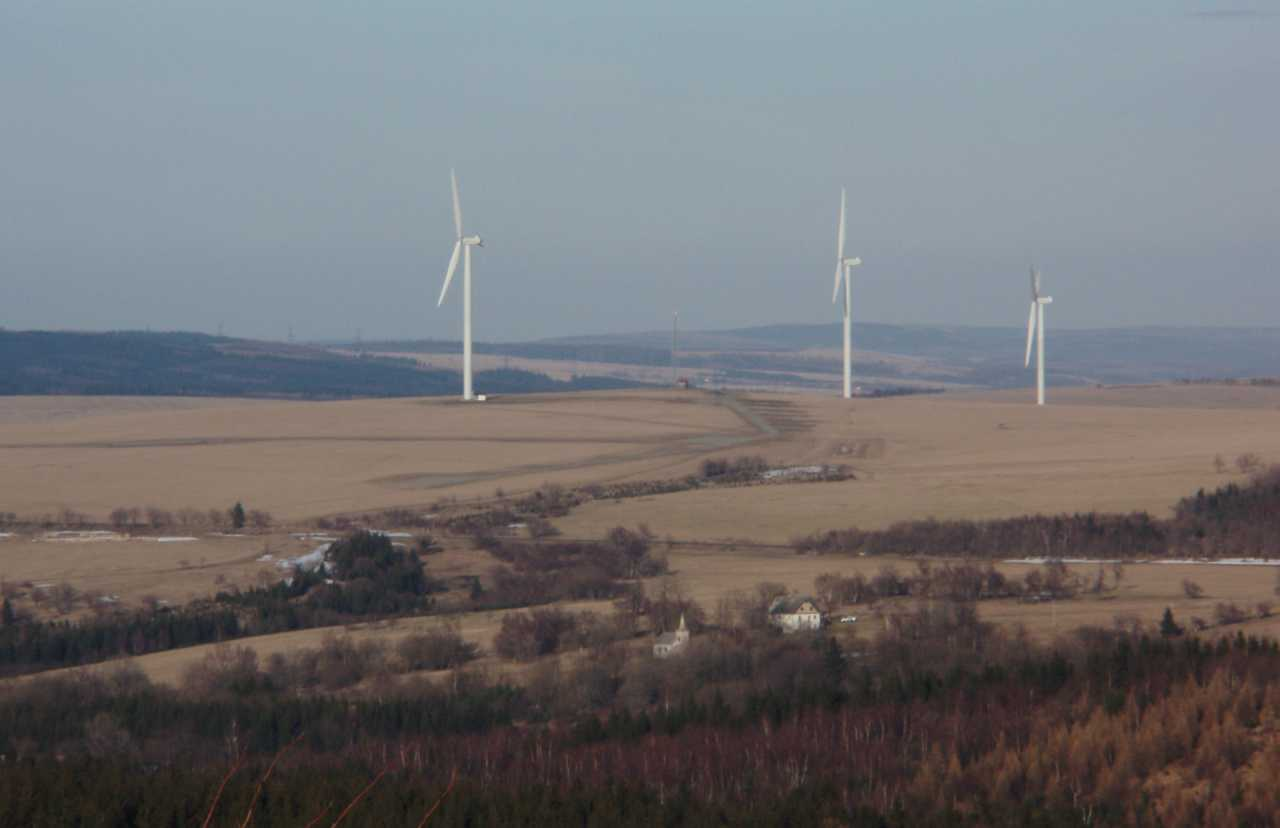
Vue partielle du parc éolien de Kryštofovy Hamry.

## Économie
Kryštofovy Hamry possède le principal parc éolien de la Tchéquie, d'une capacité de 42 MWe.

## Transports
Par la route, Kryštofovy Hamry se trouve à 21 km de Klášterec nad Ohří, à 34 km de Chomutov, à 53 km de Karlovy Vary, à 98 km d'Ústí nad Labem et à 125 km de Prague.